# Procecidochares pleuralis
Procecidochares pleuralis är en tvåvingeart som beskrevs av Aldrich 1929. Procecidochares pleuralis ingår i släktet Procecidochares och familjen borrflugor. Inga underarter finns listade i Catalogue of Life.